# 라트비아어 위키백과

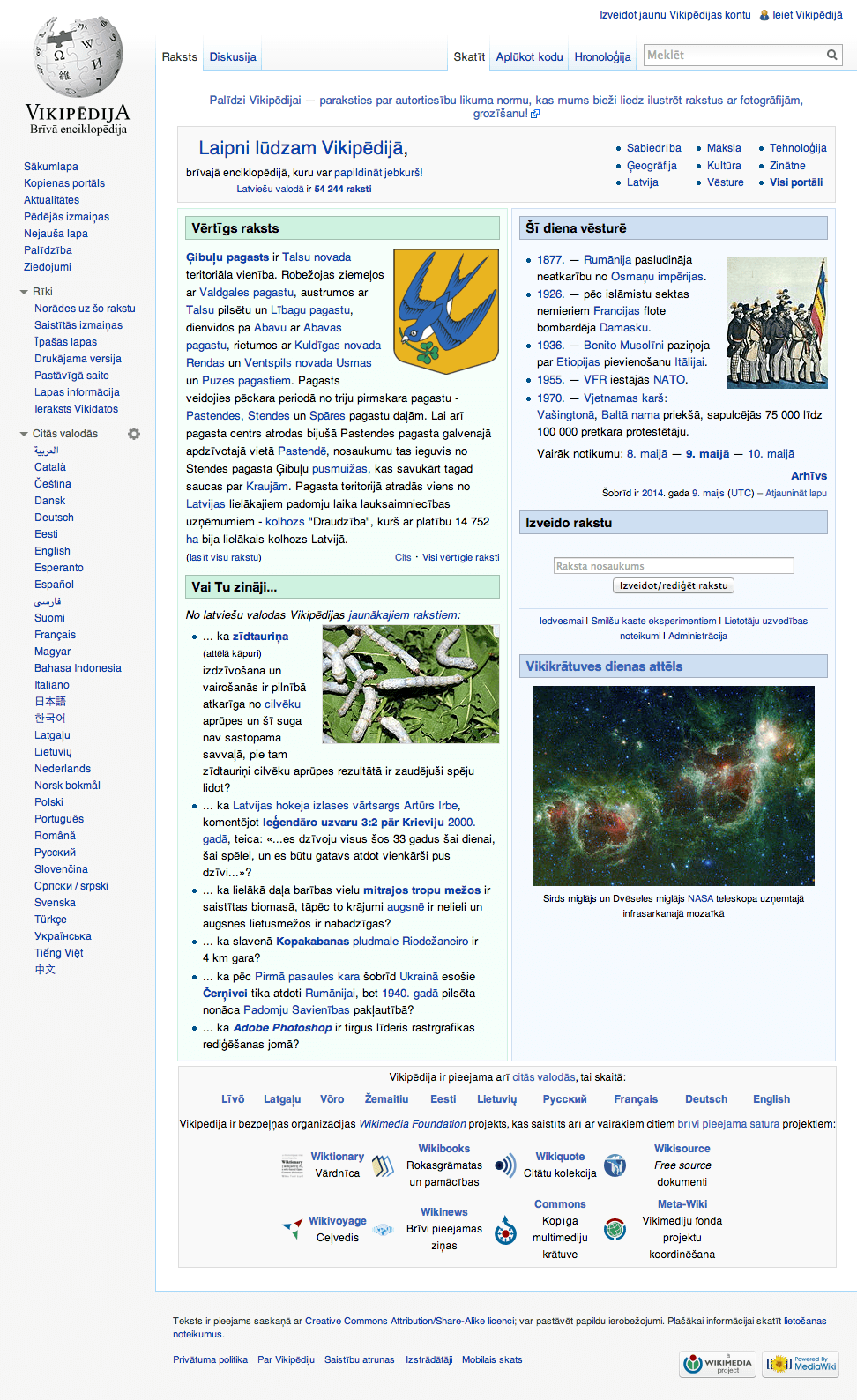

라트비아어 위키백과(라트비아어: Vikipēdija)는 라트비아어 버전의 위키백과이다. 2009년 2월 13일 문서 수가 2만개를 돌파했다. 기호는 lv이다.

## 같이 보기
- 위키백과 목록